# Aeroport de Cuito Cuanavale
L'aeroport de Cuito Cuanavale (codi IATA: CTI, codi OACI: FNCV) és un aeroport que serveix Cuito Cuanavale, a la província de Cuando Cubango a Angola.
La balisa no direccional de Cuito Cuanavale (Ident: CV) es troba al es instal·lacions.